# Campylomyza inornata
Campylomyza inornata är en tvåvingeart som beskrevs av Jaschhof 2009. Campylomyza inornata ingår i släktet Campylomyza, och familjen gallmyggor. Arten är reproducerande i Sverige.